# آيت توخسين (آيت سدرات الجبل العليا)
آيت توخسين هي إحدى مشيخات المملكة المغربية، تتبع جغرافيا لإقليم تنغير وإداريًا لآيت سدرات الجبل العليا. يقدر عدد سكانها بـ 2124 نسمة حسب الإحصاء الرسمي للسكان والسكنى لسنة 2004.